# Janet Scudder

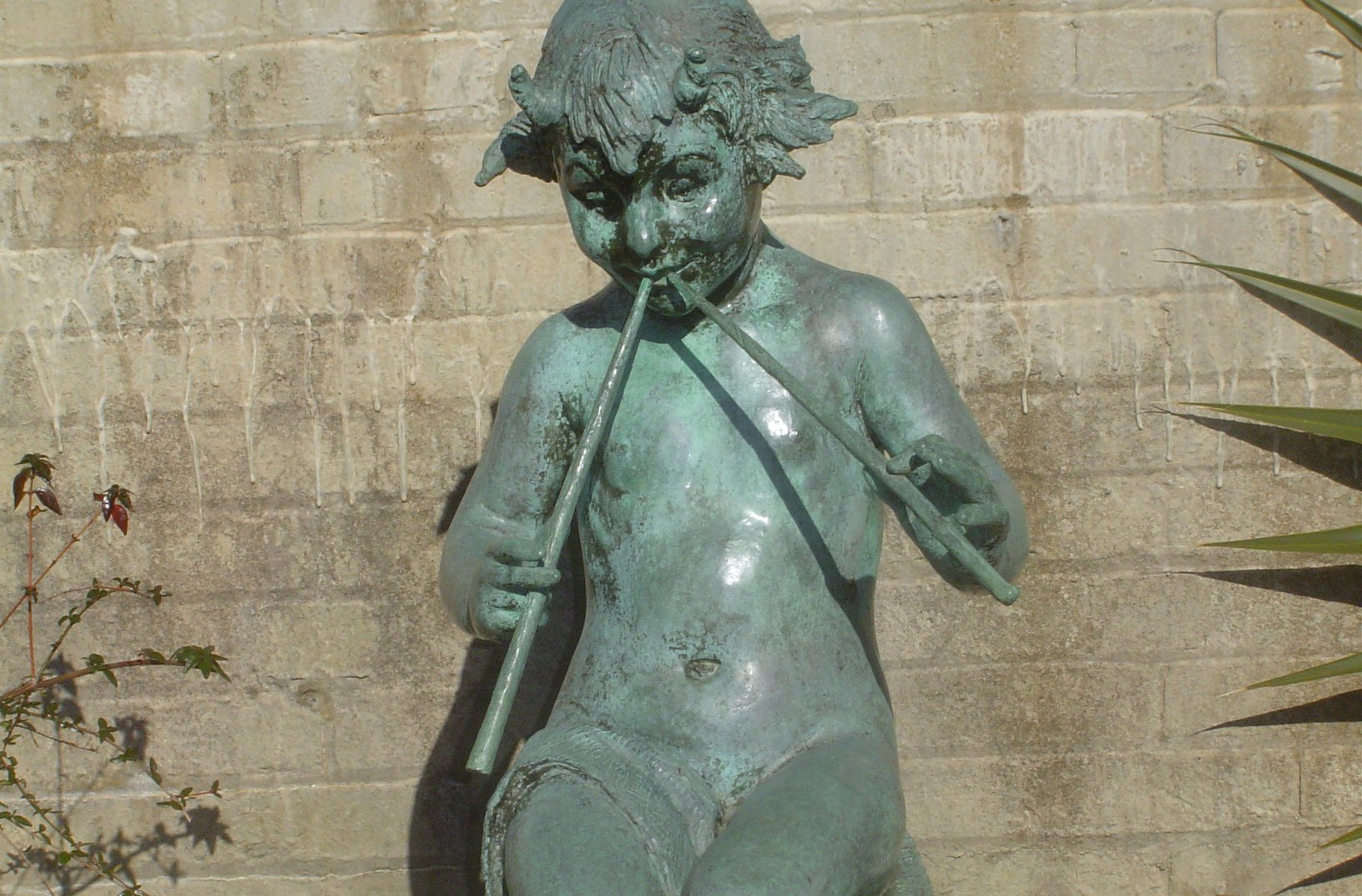
Jardins Brookgreen: Faune assegut, per Janet Scudder, 1924

Janet Scudder (Terre Haute (Indiana), 27 d'octubre del 1869 - Rockport, 9 de juny del 1940), nascuda Netta Deweze Frazee Scudder, fou una escultora i pintora estatunidenca, famosa per les seues escultures commemoratives, retrats en baix relleu i en medallons, així com per les seues escultures i fonts de jardí.(1)
El seu primer encàrrec important fou el disseny del segell del Col·legi d'Advocats de Nova York al voltant del 1896. La seua obra Frog Fountain (1901) fou l'inici de la sèrie d'escultures i fonts que la feren famosa, com ara la medalla d'or del Congrés dels Estats Units en honor de Domício da Gama (ambaixador del Brasil) i una medalla pel centenari d'Indiana del 1916. Scudder també feu moltes exposicions nacionals i internacionals als Estats Units i a Europa des de finals de la dècada del 1890 fins a finals de la del 1930. La seua autobiografia, Modeling My Life, aparegué al 1925.(1)
Scudder estudià en l'Acadèmia d'Art de Cincinnati el 1887–89 i 1890–91 i en l'Institut d'Art de Chicago el 1891–92. Treballà com a assistent de Lorado Taft per a l'Exposició Mundial Colombina de Chicago el 1892–93, i amb Frederick W. MacMonnies a París (estat francés), al 1894–96, mentre continuava estudiant en l'Acàdemia Vitti i la Colarossi. Scudder fou membre de l'Associació de Sufragistes de l'Estat de Nova York, del comité d'art de l'Associació Nacional de Sufragistes Estatunidenca, i al 1920 de l'Acadèmia Nacional de Disseny. La nomenaren Dama de la Legió d'Honor francesa el 1925 pel seu treball com a voluntària de la Creu Roja durant la Primera Guerra Mundial.(1)
Va rebre premis per la seua obra, com ara una Medalla de Bronze de l'Exposició Mundial de Columbia, 1893; una Medalla de Bronze de l'Exposició de Compra de Louisiana, 1904; una Medalla d'Argent de l'Exposició Internacional Panamà-Pacífic, 1915; i una Medalla d'Argent de l'Exposició Internacional, 1937. La seua obra s'exposa en les col·leccions del Museu d'Orsay, en el Museu d'Art Modern de París, i als Estats Units a la Biblioteca del Congrés, al Museu Metropolità d'Art, a l'Institut d'Art de Chicago, a l'Institut Peabody, als Jardins Brookgreen, a la Biblioteca Huntington, al Museu d'Art d'Indianapolis; al Museu de l'Estat d'Indiana, a la Societat Històrica d'Indiana, al Museu d'Art Swope i al Museu d'Art de Richmond.(1)

## Biografia
Netta Deweze Frazee Scudder nasqué el 27 d'octubre del 1869 a Terre Haute (Indiana); sos pares foren Mary (Sparks) i William Hollingshead Scudder. "Nettie", com l'anomenava la família, era la cinquena de set fills i visqué una infantesa marcada per la tragèdia. La seua mare va morir a l'edat de trenta-vuit anys, quan "Nettie" Scudder en tenia cinc. Quatre dels germans de Scudder moriren abans d'arribar a l'edat adulta. El pare de Scudder, una àvia cega i Hannah Hussey (la criada, cuinera i majordoma de la família) criaren els xiquets supervivents. Més tard, son pare es va tornar a casar.
Scudder rebia classes d'art els dissabtes en el Rose Polytechnic Institute of Technology (ara Institut de Tecnologia Rose-Hulman) amb el professor William Ames.(3) Després de d'estudiar en el Terre Haute High School fins al 1887, es va inscriure en l'Acadèmia d'Art de Cincinnati, i aviat va canviar de nom per Janet Scudder. A Cincinnati va estudiar escultura amb l'artista d'origen italià Louis Rebisso, així com disseny decoratiu, talla en fusta i pintura.
El 1888-1889, Scudder torna a Terre Haute, on les dificultats de la família continuaven amb la mort d'un dels germans, el fracàs del negoci del pare i la seua mort el 1888. Per a ajudar-hi, Scudder, que aleshores tenia vint anys, ensenyava talla en fusta en una escola local per a xiquetes, la Coates College. El seu germà major, que vivia a Chicago, va pagar el seu retorn a Cincinnati al 1890 perquè pogués acabar els seus estudis en l'acadèmia. El 1891, Scudder es traslladà a Chicago per a viure amb el seu germà i la seua família mentre rebia classes en l'Institut d'Art de Chicago amb John Vanderpoel i Frederick Freer. També va rebre classes de l'escultor de formació francesa Lorado Taft en l'Institut d'Art al 1893-1894. Mentre vivia a París, a mitjan dècada del 1890, anà a l'Acadèmia Vitti i estudià dibuix amb el pintor Luc-Olivier Merson en l'Académie Colarossi.

## Carrera professional

### Primers anys com a escultora
Després d'arribar a Chicago el 1891, Scudder volia guanyar-se la vida com a tallista de fusta i treballà breument en una fàbrica de mobles que feia decoració arquitectònica. Hagué de deixar el treball perquè el sindicat no permetia a les dones afiliar-s'hi. El 1892-1893, Scudder fou contractada per l'escultor Lorado Taft com a assistent, en escultures monumentals per a l'Exposició Mundial Colombina a Chicago. Scudder també va rebre l'encàrrec de crear la figura de la Justícia per a l'Edifici d'Illinois de l'exposició i modelà l'escultura Nimfa de Wabash per a l'Edifici d'Indiana de la fira. Pel seu treball en l'exposició, Scudder guanyà una medalla de bronze, i 1.000 dòlars dels ciutadans de Terre Haute, que esperaven exhibir la seua Nimfa a la biblioteca de la ciutat.
Després de veure la font de Frederick W. MacMonnies, la Barcassa de l'estat, en l'Exposició Universal, Scudder decidí anar a París el 1894, per estudiar amb ell. Scudder viatjà a França amb Zulime Taft (la germana de Lorado Taft) i va convèncer MacMonnies perquè la contractàs. A l'edat de vint-i-cinc anys, Scudder fou la primera dona que va contractar en el seu taller. Scudder col·laborà amb MacMonnies en projectes com Shakespeare per a la Biblioteca del Congrés a Washington, DC, a més d'estudiar en l'Acadèmia Vitti i en la Colarossi.(7) Scudder va abandonar l'estudi de MacMonnies el 1896, i als Estats Units va intentar sense èxit trobar treball com a escultora en l'estudi d'Augustus Saint-Gaudens a Nova York.

### Primer encàrrec important
Gràcies a la seua amistat amb la companya d'estudis d'art Matilda Auchincloss Brownell, a qui va conéixer durant el seu viatge a casa des de París, i del pare de Brownell, Silas B. Brownell, secretari del Col·legi d'Advocats de Nova York del 1878 al 1916, Scudder rebé el seu primer encàrrec important el 1894. Els 750 dòlars que cobrà per un segell per al Col·legi d'Advocats de Nova York li permeteren oportunitats de treball regular en la fabricació de plaques, medallons de retrats, ornamentació arquitectònica i urnes funeràries, així com d'escultura. Scudder era especialment experta en el retrat en baix relleu, la seua especialitat.

### Retorn a Europa
El 1898, Scudder va tornar a París per reprendre les classes de dibuix en l'Acadèmia Colarossi.(7) Scudder, Brownell i la seua assistenta van viure al barri de Montparnasse. També van passar l'hivern del 1899-1900 a Itàlia, on Scudder va trobar nova inspiració en l'estatueta de la font ornamental de Florència i en l'escultura del Renaixement italià, sobretot en Donatello, en el Museu Bargello i les figures de querubins de Verrocchio al Palazzo Vecchio.

### Font de la granota

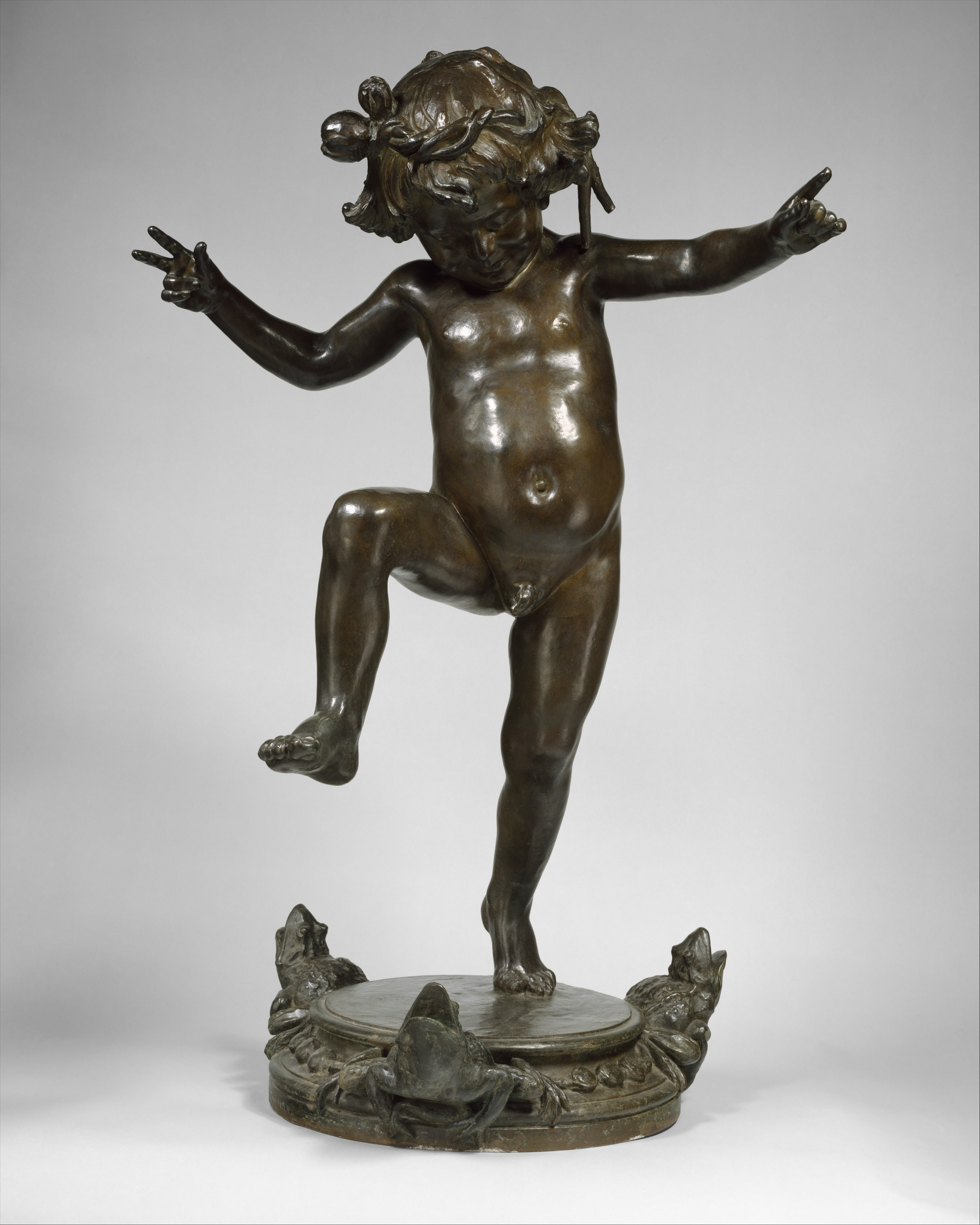
Font de la granota. Bronze, 1901. En la col·lecció del Museu Metropolità d'Art

Després de visitar Itàlia, Scudder torna a París el 1900 i comença a fer divertides escultures amb xiquets, als quals anomena els seus "bebés d'aigua": Amb la Font de la Granota (1901), una figura d'un xiquet que mira cap avall unes granotes, Scudder s'inicia com una reeixida creadora de fonts i escultures de jardins. Scudder dugué la Font de la Granota a Nova York, on l'arquitecte Stanford White va comprar-ne un model de bronze per a la seua propietat de Long Island.
Scudder va produir cinc versions d'aquesta font, la darrera per al Museu Metropolità d'Art de Nova York. Una altra versió de bronze es va presentar al Woman's Department Club d'Indianapolis (Indiana), el 1928; quan es va vendre la casa del club al 1964, l'escultura fou donada al Museu d'Art d'Indianapolis. Altres dues versions de bronze se'n troben en terrenys de residències privades de Stonington, Connecticut, i Bar Harbor (Maine), però el guix original de la Font de la Granota ha estat destruït.

### Altres obres
Scudder presentà una figura que representava la Música per a l'Exposició Universal de París del 1900 i feu altres versions de fonts de jardí, entre les quals la Font de la Tortuga (1908) i la Jove Diana, la darrera de les quals va obtenir un esment d'honor en el Saló de París del 1911.(7) Stanford White, amic seu, li encarregà escultures amb regularitat fins a la seua mort, el 1906. Va crear pel cap baix trenta fonts per a llars d'estatunidencs rics, com ara Piping Pa (1911) per a John D. Rockefeller, Shell Fountain (1913) per a Edith Rockefeller McCormick i altres treballs per a Henry Huntington.
A més, a més Scudder va dissenyar una Medalla d'Or del Congrés dels Estats Units del 4 de març del 1915 per a honorar Domício da Gama (ambaixador del Brasil) pels seus serveis com a mitjancer entre els Estats Units i els dirigents de l'oposició a Mèxic. Scudder també rebé l'encàrrec de la Comissió Històrica d'Indiana d'una medalla commemorativa del centenari d'Indiana el 1916 (de la seua admissió com el denové estat de la Unió).

### Exposicions
Durant el segle xx, en l'apogeu de la seua carrera, les obres de Scudder es veieren en molts museus públics i en galeries privades. La seua primera mostra d'art en solitari es realitzà el 1913 en les galeries Theodore B. Starr a Nova York. A més a més, col·laborà en exposicions nacionals i internacionals: l'Exposició Mundial de Columbia (Chicago), 1893; Salon (París), 1899-1901, 1905, 1908, 1910-14, 1922, 1926, 1932, 1939; l'Exposició Universal de París, 1900; l'Exposició Panamericana (Buffalo, Nova York), 1901; l'Exposició Universal de Saint Louis (Missouri), 1904; el Pavelló Americà de l'Exposició Internacional (Roma, Itàlia), 1911; i l'Exposició Universal de San Francisco (Califòrnia), 1915. També al Saló Hoosier d'Indiana el 1926, 1927, 1933 i 1934; en l'Exposició Internacional de París del 1937; i en l'Exposició General de Nova York del 1939. També exposà en l'esdeveniment d'escultura en la competència d'art dels Jocs Olímpics d'Amsterdam del 1928.

## Altres interessos
Scudder era defensora del sufragi femení i feminista. Sovint acudia a desfilades i manifestacions relacionades amb la lluita de les dones. S'implicà en el moviment del sufragi femení a Nova York el 1915 i entrà en l'Associació de Sufragi Femení de l'Estat de Nova York. També fou membre del comitè d'art de l'Associació Nacional del Sufragi de Dones Estatunidenques.(7) Scudder s'oposà a les exposicions separades per sexes, i no li agradaven les referències separades per sexes utilitzades per a descriure els artistes. Un article de The New York Times sobre Scudder del 1912 la descrivia com una dona que "menysprea el seu gènere" i citava els seus comentaris crítics sobre dones artistes que no es prenien seriosament la professió. Scudder argumentava que les dones eren tan capaces com els hòmens, tant físicament com mentalment.
Durant la Primera Guerra Mundial, Scudder va participar com a voluntària a França i als Estats Units.(7) Oferí la seua casa de Ville d'Avray al govern francés, que la va utilitzar com a hospital. Scudder fou voluntària de la Creu Roja mentre llogava un apartament a París, però tornà a Nova York abans del final de la guerra. També continuà fent estàtues de jardí durant la guerra. Després que es declaràs l'armistici el 1918, Scudder va dividir el seu temps entre els estudis a Nova York i a l'estat francés.
Scudder fou Dama de la Legió d'Honor francesa el 1925 pel seu servei en temps de guerra.(7) La seua escultura Victòria, també coneguda com Feminine Victory o Femina Victrix, que simbolitzava els serveis de les dones durant la Primera Guerra Mundial, va servir de model per a un Monument Nacional al Sufragi proposat a Washington, DC. A més a més, guanyà un premi en el Saló Hoosier, exposició en el seu estat d'Indiana el 1926 per una peça d'escultura excepcional.

## Biografia
Viatgera freqüent entre Nova York i l'estat francés, Scudder estudià art a Nova York i a París. Preferia viure a París, on el seu cercle social creixia fins a incloure Gertrude Stein, Alice B. Toklas, Mildred Aldrich i Eva Mudocci. Quan l'escultora estatunidenca Malvina Hoffman arribà a París al voltant del 1910, va treballar durant un temps com a assistent d'estudi de Scudder.
El 1913, Scudder comprà una casa a Ville-d'Avray, als afores de París, i durant uns anys fou la seua residència principal. L'autora Marion Cothren va ser sòcia de Scudder a París i Nova York durant els darrers anys de la seua vida.
En la dècada del 1920, les formes escultòriques de Scudder es feren més "reservades", "rígides" i "estilitzades", en contrast amb la "composició activa i dinàmica" de l'obra anterior més coneguda. En els seus darrers anys, també es dedicà a la pintura, la teoria del color i, durant un temps, a l'arquitectura. La seua autobiografia, Modeling My Life, es publicà al 1925.
Scudder passà la major part de la darrera dècada de la seua vida a París, on va pintar i esculpir. El 1939, tornà a Nova York amb la seua companya, l'autora Marion Benedict Cothren.

## Mort i llegat
Scudder va morir el 9 de juny del 1940, a l'edat de setanta anys, a Rockport, Massachusetts.(28)
El 1912, un article del New York Times descrivia a Scudder com "una de les escultores més importants dels Estats Units".(21) A més d'escultures, Scudder també elaborà medallons de retrats, ornamentació arquitectònica i urnes funeràries, i les va pintar a l'oli.

## Premis i reconeixements
- 1893, Medalla de Bronze, Exposició Mundial de Colòmbia[30]
- 1898, Esment d'honor, Concurs Sun Dial
- 1904, Medalla de bronze, exposició de compra de Louisiana
- 1911, Esment d'Honor, Saló de París
- 1915, Medalla de Plata, Exposició Internacional Panamà-Pacífic
- 1920, Acadèmia Nacional de Dibuix dels Estats Units
- 1925, nomenada Dama de la Legió d'Honor francesa pel seu treball de socors durant la Primera Guerra Mundial
- 1937, Medalla de Plata, Exposició Internacional, París
- Scudder: primera dona a la qual el Musée du Luxembourg compra la seua obra[20]
- Un retrat de Scudder en la col·lecció de l'Acadèmia Nacional de Disseny fou pintat per Margaret Bucknell Pecorini(26)

### Publicació
Modeling My Life (1925), una autobiografia.